# توماس رمنجساو سینیور
توماس رمنجساو سینیور (انگلیسی: Thomas Remengesau Sr.; ۲۸ نوامبر ۱۹۲۹ – ۳ اوت ۲۰۱۹) سیاستمدار اهل پالائو بود. وی از ۳۰ ژوئن ۱۹۸۵ تا ۲ ژوئیه ۱۹۸۵ به عنوان رئیس‌جمهور موقت پالائو فعالیت نمود.
توماس رمنجساو سینیور در ۳ اوت ۲۰۱۹، در سن ۸۹ سالگی درگذشت.